# مارتن روبنسون
مارتن روبنسون (بالإنجليزية: Martin Robinson)‏ (17 يوليو 1957 في المملكة المتحدة - ) هو لاعب كرة قدم بريطاني في مركز الهجوم. لعب مع تشارلتون أثلتيك وتوتنهام هوتسبير وكامبريدج يونايتد ونادي إنفيلد ونادي ريدنغ ونادي ساوثيند يونايتد ونادي غيلينغهام ونادي إِنفيلد ‏.

## وصلات خارجية
- مارتن روبنسون على موقع قاعدة بيانات كرة القدم.إي يو (الإنجليزية)